# Kenneth A. Roberts
Kenneth Allison Roberts (* 1. November 1912 in Piedmont, Alabama; † 9. Mai 1989 in Anniston, Alabama) war ein US-amerikanischer Politiker und vertrat als Demokrat den Bundesstaat Alabama im US-Repräsentantenhaus.

## Werdegang
Kenneth Allison Roberts wurde am 1. November 1912 in Piedmont, Alabama geboren. Er besuchte auch die öffentliche Schule dort, sowie das Samford College in Birmingham, Alabama. Roberts graduierte 1935 an der University of Alabama Law School. Seine Zulassung als Anwalt bekam er 1936 und eröffnete dann eine Praxis in Anniston, Alabama. Roberts wurde 1942 in den Staatssenat gewählt, jedoch trat er im selben Jahr zurück, um in die United States Navy einzutreten. Er diente bis zu seiner Entlassung 1945 im Dienstgrad eines Leutnants, wobei er auf beiden Kriegsschauplätzen im Atlantik und Pazifik war. Nach dem Krieg war er Präsident der Piedmont Development Co. Er arbeitete dort von 1945 bis 1950. Des Weiteren war er auch Mitglied des Alabama State Board of Veterans Affairs und Rechtsanwalt in Piedmont, Alabama zwischen 1948 und 1950.

## Politik
Roberts wurde als Demokrat in den zweiundachtzigsten und den sechs nachfolgenden Kongresse gewählt. Er übte seine Tätigkeit dort vom 3. Januar 1951 bis zum 3. Januar 1965 aus. In dieser Zeit beteiligte er sich an dem Protestschreiben gegen die Rassenintegration an öffentlichen Einrichtungen. Die Wiederwahl 1964 zum neunundachtzigsten Kongress verlor er jedoch. Nach seiner Tätigkeit im Kongress nahm er die Arbeit in seiner Praxis wieder auf. Er praktizierte bis zu seiner Pensionierung 1979 als Anwalt. Zwischen 1965 und 1972 war er auch Berater der Vehicle Equipment Safety Commission. Des Weiteren war er auch ein Mitglied des National Highway Safety Advisory Committee von 1966 bis 1970.
Kenneth Allison Roberts war bis zu seinem Tod am 9. Mai 1989 ein Bewohner von Anniston, Alabama. Er wurde auf dem Arlington National Cemetery beerdigt.